# Zakynthos

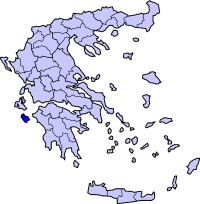
Poloha ostrova Zakynthos v Řecku

Zakynthos (druhý pád Zakynthu, řecky Ζάκυνθος, anglicky nebo italsky Zante) je ostrov v západní části Řecka. Nachází se v Jónském moři v kraji Jónské ostrovy. Rozloha 410 km2 a délka pobřeží 123 km z něj činí třetí největší ostrov v tomto kraji. V roce 2011 dosáhl počet jeho obyvatel 40 759 a hustota obyvatel byla 100,5 na km2.
Pojmenování ostrova Zakynthos má podle četných zdrojů hned tří možné původy. První je spojen s řečtinou, ve které tento název znamená přibližně cosi jako „mnohohoří“, místo velkých hor, což není vůbec daleko od pravdy. Druhý původ má kořeny v historii. Roku 1500 př. n. l. vládl Zakynthosu král Dardanos, kterým měl syna Zakyntha. Ten se prý zasloužil o výstavbu prvního města ostrova, Zakynthosu. Poslední vychází z přírody a hyacintů. Ty zde rostou a jejich název je názvu ostrova značně podobný.

## Obyvatelstvo
V obci a tedy i v regionální jednotce žilo v roce 2011 40 759 obyvatel. Obec Zakynthos se člení na šest obecních jednotek, které se dále skládají z komunit a ty z jednotlivých sídel, tj. měst a vesnic. V závorkách je uveden počet obyvatel obecních jednotek a komunit.
- Obecní jednotka Alykes (5203) – komunity: Agios Dimitrios (615), Alikanas (441), Ano Gerakari (709), Kallithea (238), Katastari (1378), Kato Gerakari (347), Meso Gerakari (391), Pigadakia (431), Skoulikado (653).
- Obecní jednotka Arkadii (5215) – komunity: Agios Kirykos (766), Kalipado (736), Kypseli (685), Planos (742), Sarakinado (619), Tragaki (622), Vanato (1045).
- Obecní jednotka Artemisia (4612) – komunity: Agia Marina (164), Agios Leondas (400), Agii Pandes (339), Fiolitis (223), Galaro (278), Gyri (34), Kiliomenos (391), Langadakia (357), Lagopodo (483), Loucha (46), Macherado (941), Romiri (605), Vougiato (351).
- Obecní jednotka Elaties (1933) – komunity: Anafonitria (248), Ano Volimes (399), Exo Chora (187), Maries (296), Orthonies (232), Volimes (571)
- Obecní jednotka Laganas (6986) – komunity: Agalas (342), Kalamaki (1193), Keri (788), Lithakia (1307), Mouzaki (1702), Pandokratoras (1654)
- Obecní jednotka Zakynthos (16810) – komunity: Ambelokipi (1930), Argasi (1266), Bochali (1143), Gaitani (1899), Vasilikos (799), Zakynthos (9773)

## Historie
Podle řecké mytologie našla na ostrově Zakynthos domov bohyně Artemis se svým bratrem Apollónem. Ostrov se v dávných dobách jmenoval Hyria. Archeologické nálezy lidských kostí v zálivu Laganas prokázaly, že byl obydlen již ve starší době kamenné.
Vypráví se, že o zakladatelích ostrova psal již Homér. Podle něj byl ostrov pojmenován po synovi trójského krále Dardana, jehož jméno bylo Zakynthos. Má se za to, že právě on byl jedním z prvních obyvatel ostrova, kteří sem přišli v letech 1600–1500 př. n. l.
Ostrov Zakynthos byl poprvé osídlen kmenem Achájů roku 1500 př. n. l., přičemž 500 let poté přišli na ostrov Arkadijci s úmyslem založit zde nové kolonie. Začali se zúrodňováním půdy a s jejím obděláváním. Celá jejich éra byla poznamenána kultem a uctíváním bohyně Artemis a boha Apollóna. Vlády nad ostrovem se zmocnil král Kefalonie Akrisios, který později podlehl králi Ithaky Odysseovi. Pod jeho vládou se ostrované zúčastnili také trojské války. Následně král podepsal s ostrovany smlouvu a Zakynthos byl prohlášen za první nezávislé a demokratické helénské území.
V průběhu řecko-perských válek (500–494 př. n. l.) zůstal ostrov neutrální, v peloponéských válkách (455 př. n. l.) se přidal na stranu Athén. Válku ale vyhráli Sparťané, kteří vnutili Zakynthosu vládu oligarchie. Vzpurní Arkadijci přesto později zavedli demokracii a dovedli ostrov do prvního období skutečného rozkvětu. V této době založili kolonie Zakantha ve Španělsku (tu dobyl a vyplenil roku 218 př. n. l. Hannibal) a Kodonis na Krétě.
V makedonské válce roku 217 př. n. l. se ostrov znovu ocitl v područí cizí mocnosti, tentokrát Makedonie, a roku 191 př. n. l. Makedonce nahradili Římané. Autonomie, kterou ostrovu Římané poskytli, byla vykoupena vysokými daněmi, což se ostrovanům ani trochu nelíbilo. Zorganizovali proto hned několik povstání. Jejich vzpurnost skončila až příchodem admirála Fulvia v roce 150 př. n. l. Na ostrově byl ustanoven vlastní parlament a přijaty vlastní zákony. Ostrov také zavedl svou vlastní měnu. Během této doby došlo k velkému kulturnímu rozmachu.
V roce 34 přinesly Marie Magdalena a Marie Kleofášova na Zakynthos křesťanství. Během své cesty do Říma se zastavili v městečku Maries, kde se nyní na jejich počest koná každoročně velkolepá slavnost. S koncem římské nadvlády spojené se zánikem Římské říše se ostrov včetně všech Jónských ostrovů dostal na celá desetiletí do stavu nejistoty, která byla doprovázena vytrvalými nájezdy. Nejprve roku 467 zpustošili Zakynthos Vandalové, později v roce 533 byl ostrov používán jako námořní stanice pro byzantské jednotky válčící proti Vandalům v Itálii. V roce 880 trpěl pod nájezdy arabských pirátů a roku 1099 byl napaden vojáky z provincie Pisa.
Od 8. století až do roku 1185, kdy si Zakynthos podmanili Normané z Království Sicilského, byl ostrov součástí byzantské říše. Roku 1185 se vlády nad ostrovem a sousední Kefalónií ujmuly šlechtické rodiny Orsíni, d'Ánjou a Tókkos. Roku 1479 ostrov na dva roky ovládli Turci. Jejich nadvláda však trvala pouze do roku 1484. Potom ostrov postoupili Benátčanům za 500 zlatých ročně. Tehdy zde vznikl nechvalně proslulý aristokratický politický systém s knihou urozených a privilegovaných rodin „Libro d'Oro“. Benátčané přesto Zakynthosu velkou měrou napomohli ke kulturnímu i architektonickému rozkvětu. Za jejich vlády byl ostrov nazýván "Řeckou Florencií". Benátčané zde vládli až do roku 1797.
Po zániku Benátské republiky přišli na ostrov Zakynthos 4. července 1797 francouzští republikáni. Spolu s tím došlo ke zrušení veškeré diskriminace a k zavedení povinné školní docházky. Na hlavním náměstí byly spáleny staré šlechtické erby (Libro d’Oro) a Zakynthos se stal administrativním sídlem celých Jónských ostrovů.
Protože však tyto změny popíraly nároky místní šlechty na její dosavadní výsady, šlechta v roce 1798 podpořila dohodu Ruska s Tureckem. Kvůli tomu v témže roce napochodovaly na ostrov rusko-turecké oddíly a obsadily ho. Tento stav přetrvával až do 22. března roku 1800. Tehdy se Rusko s Tureckem dohodly, že se Jónské ostrovy přidruží k prvnímu nezávislému řeckému státu, k republice „Epstanisa“. Kvůli tomu mohla stará šlechta vládnout ještě dalších 7 let.
V roce 1809 se na Zakynthosu s velkou armádou vylodili Angličané a prohlásili jeho hlavní město za hlavní město Jónských ostrovů. Během jejich vlády došlo k dalším zmodernizování veřejné správy a infrastruktury. Na rozdíl od Zakynthosu byl zbytek Řecka stále ještě obsazen Turky. Zakynthos se proto stal jedním z útočišť odboje a přispěl i ke vzpouře proti Turkům na řecké pevnině. Na ostrově tehdy napsal svou báseň i básník Dionissos Solomos. Podle ní Nikolas Mantzaros složil hudbu, ze které se poté stala řecká národní hymna.
Řecko získalo nezávislost roku 1830 a spolu s ní přišel i požadavek na jeho sjednocení Jónskými ostrovy. Angličané byli silně proti, veškeré úsilí ostrovanů se snažili potlačit násilím, ale ti se nevzdali. Pod vedením Konstantinose Lomvardose pokračovali v boji a po připlutí řecké armády 21. května roku 1864 se konečně ostrov připojil k Řecku.
Během 2. světové války byl ostrov Zakynthos obsazen italskými a německými vojsky. Osvobozen byl až 12. září roku 1944. V následujících letech, 12. srpna 1953, přišla však další velká pohroma. Ničivé zemětřesení o síle 7,3 Richterovy stupnice zničil skoro všechny budovy ve městě. Bez poškození tu zůstala stát jen katedrála sv. Dionýsa, budova Národní banky a kostel sv. Nikolase. Přesto obyvatelé dokázali centrum města obnovit do původní podoby a podnikli nezbytné kroky, aby následkům podobných událostí v budoucnosti předešli.

## Geografie

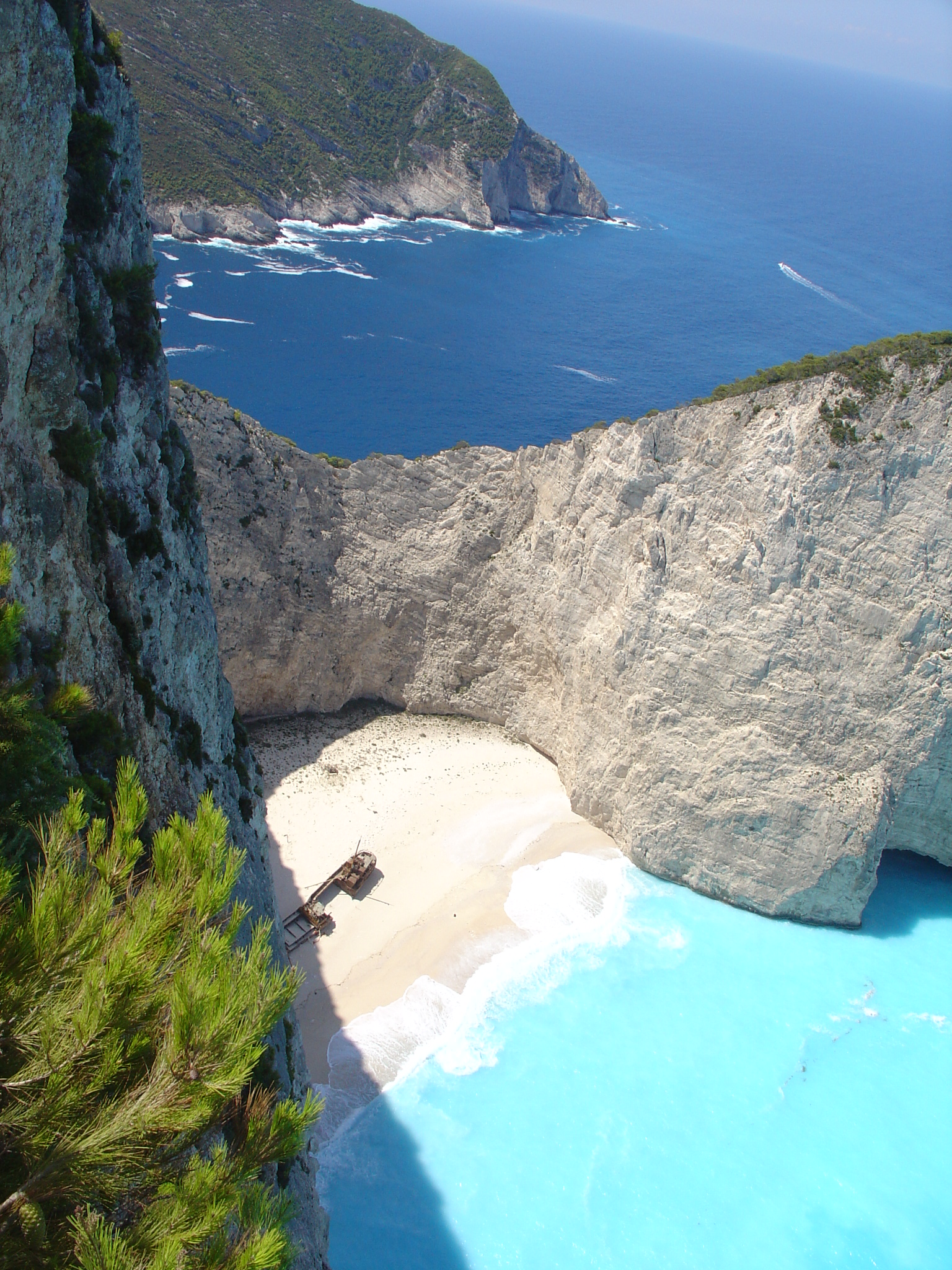
Záliv Navagio

Terén ostrova Zakynthos, nazývaného někdy „Ostrov vůní“, se mění od úrodných nížin na východě po hory na západě; moře lemují skalnaté útesy. Nejvyšší hora se jmenuje Vrachionas a dosahuje výšky přes 750 m.
Hlavním městem je Zakynthos někdy též zvaný Chora, nachází se na východním pobřeží ostrova. Žije v něm přibližně 10 tisíc obyvatel z celkových 40 tisíců. V přístavu na první pohled upoutá věž kostela svatého Dionýsa, která zvlášť vynikne osvětlená v noci. Nachází se zde i části staré benátské pevnosti. Současná podoba města je však z velké části výsledkem rozsáhlých přestaveb a rekonstrukcí, které byly nutné po ničivém zemětřesení v roce 1953.
Ve městě Alykes se nachází solná pole, kde se vyráběla z mořské vody sůl.

### Klima
Zakynthos je nejslunnějším ostrovem v celém Řecku. Zdejší klima je označováno jako středomořské. Vyznačuje se vysokými teplotami s horkými a suchými léty a s mírnou zimou s množstvím srážek. S tím je spojená dostatečná vlhkost, která má zásluhu na úrodnosti ostrova.

### Flóra
Na Zakynthosu se daří všem teplomilným rostlinám, které zajišťují místním obyvatelům bohatý zdroj obživy. Patří mezi ně fíky, hroznové víno, olivy, mandle, pistácie, oříšky, citrusové plody a čerstvá zelenina plné chuti. Dále zde rostou platany, borovice, husté keře myrty a vavřínu, jasmín, ibišek nebo orchidej. Krom toho tu lze nalézt mnoho druhů léčivých bylin a voňavého koření. Patří k nim šalvěj, tymián nebo jalovec. Ostrovu je proto ne náhodou přezdíváno „Ostrov vůní“, „Ostrov květů“ nebo „Květina východu“.
Hlavními produkty jsou olivy, olivový olej, citrusy, domácí med nebo známé Zantské rozinky.

### Fauna

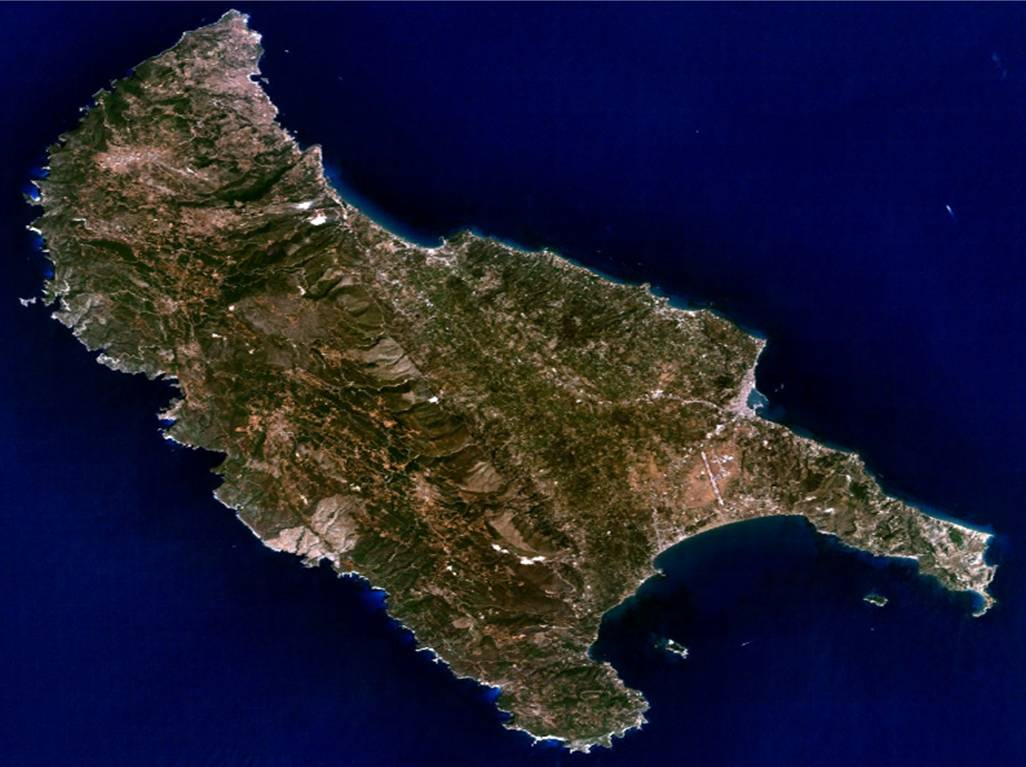
Satelitní snímek ostrova

Ostrov se může pochlubit přírodovědeckou raritou, kterou je vzácný druh želvy, karety obecné. Tato želva patří k ohroženým druhům, jimž hrozí vyhynutí. Zátoka s pláží Laganas na jihu Zakynthosu se ale pravidelně stává místem, kam se zde narozené želvy vrací, aby tu nakladly zhruba tisíc vajíček. Šanci na přežití však má pouze několik jedinců, a místní obyvatelé dělají vše proto, aby tento druh zcela nevymřel. V období líhně proto platí řada opatření: je omezeno umělé osvětlení, zakázán vstup do některých lokalit a přítomnost domácích zvířat v místě líhně. Často platí i zastavení veškeré dopravy (např. v nočních hodinách je zastaven letecký provoz).

Dospělá kareta měří až jeden metr a váží neuvěřitelných 150 kg. Návštěvník ji může spatřit při potápění v moři. Krom ní lze v moři běžně zahlédnout kraby, mořské ježky, medúzy, hvězdice, vzácně dokonce i delfíny, velmi vzácně i ohrožený druh tuleně středomořského. Posledních několik kusů žije ve špatně přístupných jeskyních na malém ostrůvku Pelouzo jihovýchodně od pobřeží Zakynthosu, kam je ale zakázán vstup. 

### Turistika
Mezi velké turistické atrakce patří zálivy s průzračně modrou vodou a vraky lodí na západním pobřeží. Mezi vyhledávané patří záliv Navagio či tzv. Blue Caves neboli Modré jeskyně, kam se lze dostat pouze lodí.
Všudypřítomná bujná zeleň, květy hrající všemi barvami, tyrkysové moře, písčité pláže, potápění s mořskými želvami, plavání v tajemných jeskyních, vraky lodí na západním pobřeží, surfování, jachting, horské pěší túry, horké klima, výlety za vzácnými tuleni, stoleté vesničky s poklidným rytmem života, množství kostelů, klášterů a historických památek, to vše je možné nalézt na Zakynthosu. Ostatně četné fotografické galerie, které jsou lehce dohledatelné na internetu, to přesvědčivě dokumentují.
K nejoblíbenějším atrakcím patří samozřejmě pláže. Všem je jim společné krásné azurové moře, pestrá krajina v okolí, zlatavý písek a západy slunce, které berou dech. Nejznámější z nich jsou Argassi, Alykes, Alykanas, Banana, Gerakas, Kalamaki, Laganas (proslavená jako líheň vzácné karety obrovské), Limni Keri, Navagio, Tsilivi a Planos. Přičemž není nic obtížného sehnat ubytování poblíž některé z nich.
Velmi populární jsou návštěvy časem zapomenutých vesnic, ke kterým patří Volimes (známá díky tradičním řemeslům), Maries (do ní prý přinesla Máří Magdalena křesťanství) nebo Maherado (nachází se v ní kostel s kouzelnou ikonou černé madony). Na západním pobřeží se nachází Modrá jeskyně se zářivě blankytnou vodou a u jihovýchodního pobřeží nedaleko Strofádských ostrovů se nachází nejhlubší mořský příkop ve Středozemním moři, který dosahuje hloubky neuvěřitelných 4 – 5 kilometrů.
Zakynthos je díky své poloze ideálním výchozím bodem pro poznávání krás Řecka. Nedaleko něj se nachází ostrov Kefalonie s unikátními jeskyněmi, pevnostmi a kláštery. Kousek je to i do Athén, kde je možné spatřit Akropoli, Parthenón, četná muzea a další historické stavby. A ani poloostrov Pelopones, domov města Sparty, Olympie nebo Mykén, není daleko.
Doprava na ostrov je letecká a let z Prahy trvá přibližně 2 hodiny 10 minut.

### Požáry
Požáry na Zakynthu nejsou ojedinělou záležitostí. Ostrov Zakynthos byl také zasažen lesními požáry, které sužovaly Řecko v roce 2006. 18. července bylo zasaženo západní pobřeží.